# Южный (Суксунский район)
Южный — посёлок в составе Суксунского городского округа в Пермском крае.

## Географическое положение
Посёлок расположен в западной части округа на расстоянии примерно 19 километров по прямой на запад-северо-запад от посёлка Суксун.

## Климат
Климат континентальный. Зима продолжительная, снежная. Средняя температура января −16 °C. Лето умеренно тёплое. Самый тёплый месяц — июль. Средняя температура июля +18 °C. Длительность периода с температурой более 10 °C соответствует периоду активной вегетации и составляет 120 дней, с температурой более 15 °C — 70 дней. Последние заморозки прекращаются в третьей декаде мая, а в отдельные годы — конце апреля или начале июня. Атмосферные осадки выпадают в количестве 470—500 мм в год.

## История
Посёлок до 2019 года входил в состав Киселевского сельского поселения Суксунского района. После упразднения обоих последних муниципальных образований непосредственно входит в состав Суксунского городского округа.

## Население
Постоянное население составляло 185 человек в 2002 году (93 % русские), 184 человека в 2010 году.